# Liste der Kulturdenkmäler in Schillingen
In der Liste der Kulturdenkmäler in Schillingen sind alle Kulturdenkmäler der rheinland-pfälzischen Ortsgemeinde Schillingen aufgeführt. Grundlage ist die Denkmalliste des Landes Rheinland-Pfalz (Stand: 8. Februar 2023).

## Denkmalzonen
| Bezeichnung                            | Lage                                                   | Baujahr                 | Beschreibung | Bild                           |
| -------------------------------------- | ------------------------------------------------------ | ----------------------- | --- | ------------------------------ |
| Denkmalzone Heiderhof und Heider Mühle | westlich des Ortes an der K 43 oberhalb der Ruwer Lage | 17. und 18. Jahrhundert | ehemaliges Hofgut des Trierer Domkapitels (17. und 18. Jahrhundert), in der Mitte des 19. Jahrhunderts zu romantischer Burganlage umgebaut (Hofhaus, Hofmauer, Brunnen, Ökonomiegebäude, Herrschaftsgebäude, Toranlage, Bergfried); zugehörig die südwestlich an der Ruwer gelegene Heider Mühle | weitere Bilder Fotos hochladen |

## Einzeldenkmäler
| Bezeichnung                       | Lage                                                       | Baujahr         | Beschreibung | Bild                           |
| --------------------------------- | ---------------------------------------------------------- | --------------- | --- | ------------------------------ |
| Brunnen                           | Brunnenstraße Lage                                         | 19. Jahrhundert | Dorfbrunnen, 19. Jahrhundert                                                                                           | BW                             |
| Katholische Pfarrkirche St. Alban | Hochwaldstraße Lage                                        | 1825            | Pfarrkirche mit Pfarrhaus (klassizistischer Saalbau, 1825, romanischer Turm) auf dem ummauerten ehemaligen Burggelände | weitere Bilder Fotos hochladen |
| Pfarrhaus                         | St.-Albanus-Straße 4 Lage                                  | 1902            | historistisches Wohnhaus, 1902                                                                                         | BW                             |
| Relief                            | Trierer Straße, an Nr. 8 Lage                              |                 | römisches Sandsteinrelief                                                                                              | BW                             |
| Quereinhaus                       | Trierer Straße 10 Lage                                     | 1861            | Quereinhaus, bezeichnet 1861                                                                                           | BW                             |
| Hofanlage                         | Zum Wadelborn 5 Lage                                       | um 1880         | Streckhof, um 1880 | BW                             |
| Unglückskreuz                     | nordwestlich des Ortes an der L 143 Lage                   | 1906            | Schaftkreuz, 1906 | Fotos hochladen                |
| Grabkreuz                         | westlich des Ortes am zur Marienkapelle führenden Weg Lage | 1820            | Schaftkreuz, Rotsandstein, bezeichnet 1820                                                                             | BW                             |
| Grabkreuz                         | westlich des Ortes an der L 143 Lage                       | 1831            | Schaftkreuz, bezeichnet 1831                                                                                           | Fotos hochladen                |